# Álex Bergantiños
Alejandro Bergantiños García (La Coruña, 7 de junio de 1985), conocido simplemente como Álex Bergantiños, es un exfutbolista español que jugaba en la demarcación de centrocampista y su último equipo fue el Real Club Deportivo de La Coruña.

## Trayectoria
Se formó en el Imperátor OAR, después formaría parte del Real Club Deportivo de La Coruña, donde desarrolló el comienzo de su carrera profesional. Fue cedido al Xerez C. D. en la temporada 2008-09 y consiguió un ascenso a la Primera División. Debutó en la categoría en la campaña 2009-10 tras un nuevo préstamo en el conjunto jerezano.
Para la temporada 2010-11 fue cedido al Granada C. F., pero en enero de 2011 abandonó el equipo ante la falta de oportunidades para incorporarse al Club Gimnàstic de Tarragona. En el curso 2011-12, tras el descenso del Deportivo a la Segunda División, regresó al club y consiguió jugar los cuarenta y dos partidos del torneo. Además, el Deportivo fue campeón con noventa y un puntos, récord de la categoría.
En la temporada 2012-13 jugó como portero en el duelo contra el Levante U. D. tras la expulsión de Dani Aranzubia; disputó treinta minutos en esa posición y encajó un gol. De cara a la campaña 2017-18 fue cedido al Real Sporting de Gijón. Al término de la misma, regresó al Deportivo.
En junio de 2023 anunció su retirada. Iba a seguir vinculado al Deportivo, equipo del que era el noveno jugador con más partidos, y se iba a despedir de la afición disputando unos minutos en el Trofeo Teresa Herrera.

## Selección gallega
El 20 de mayo de 2016 jugó con la selección de fútbol de Galicia un partido amistoso, en el estadio de Riazor, contra la selección de Venezuela que terminó con empate a uno.

## Clubes
| Club                             | País   | Año       |
| -------------------------------- | ------ | --------- |
| R. C. Deportivo de La Coruña "B" | España | 2004-2008 |
| Xerez C. D.                      | España | 2008-2010 |
| Granada C. F.                    | España | 2010-2011 |
| Club Gimnàstic de Tarragona      | España | 2011      |
| R. C. Deportivo de La Coruña     | España | 2011-2017 |
| Real Sporting de Gijón           | España | 2017-2018 |
| R. C. Deportivo de La Coruña     | España | 2018-2023 |

## Palmarés

### Campeonatos nacionales
| Título           | Club                         | País   | Año  |
| ---------------- | ---------------------------- | ------ | ---- |
| Segunda División | Xerez C. D.                  | España | 2009 |
| Segunda División | R. C. Deportivo de La Coruña | España | 2012 |